# Guy Gillette
Guy Mark Gillette, född 3 februari 1879 i Cherokee, Iowa, död 3 mars 1973 i Cherokee, Iowa, var en amerikansk demokratisk politiker. Han var ledamot av USA:s representanthus 1933-1936. Han representerade sedan Iowa i USA:s senat 1936-1945 och 1949-1955.
Gillette tjänstgjorde i USA:s armé både i spansk-amerikanska kriget och i första världskriget. Han avlade 1900 juristexamen vid Drake University. Han var åklagare för Cherokee County, Iowa 1907-1909.
Gillette efterträdde 1933 Charles Edward Swanson som kongressledamot. Senator Richard L. Murphy omkom 1936 i en bilolycka. Gillette satt i senaten fram till slutet av Murphys mandatperiod och valdes sedan till en sexårig mandatperiod. Han förlorade i senatsvalet 1944 mot republikanen Bourke B. Hickenlooper.
Gillette var 1945-1948 ordförande i American League for a Free Palestine, en sionistisk organisation grundad av Hillel Kook, som också var känd under namnet Peter Bergson. Kook hade grundat flera organisationer, en del av vilka arbetade för en judisk stat i Brittiska Palestinamandatet, bland andra Committee for a Jewish Army of Stateless and Palestinian Jews och Hebrew Committee for National Liberation.
Gillette besegrade sittande senatorn George A. Wilson i senatsvalet 1948. Han kandiderade sex år senare till omval men förlorade mot kongressledamoten Thomas E. Martin.
Gillette var presbyterian och frimurare. Hans grav finns på Oak Knoll Cemetery i Cherokee, Iowa.